# 6992 Minano-machi
6992 Minano-machi là một tiểu hành tinh vành đai chính với chu kỳ quỹ đạo là 1906.7567355 ngày (5.22 năm).
Nó được phát hiện ngày 27 tháng 1 năm 1995.